# Datenaustausch nach § 302 SGB V
Der Datenaustausch nach § 302 des Fünften Buches Sozialgesetzbuch (SGB V) strebt die elektronische Abrechnung mit den Krankenkassen an. Er betrifft alle so genannten Sonstigen Leistungserbringer im deutschen Gesundheitswesen. Bereits im Jahr 1992 hat der Gesetzgeber im Rahmen des Gesundheitsstrukturgesetzes die Krankenkassen verpflichtet, künftig nur noch dann Leistungen zu vergüten, wenn die entsprechende Abrechnung auf „maschinenlesbaren oder maschinell verwertbaren Datenträgern“ erfolgt. Die Vorschriften, die sich in den §§ 302 und 303 des SGB V finden, gelten für alle sonstigen Leistungserbringer. Im Detail werden die Leistungserbringer  von Heilmitteln, Hilfsmitteln sowie nichtärztlichen Dialysesachleistungen dadurch zur elektronischen Abrechnung verpflichtet. Auch betroffen sind die Bereiche der häuslichen Krankenpflege, Haushaltshilfen, Erbringer von Krankentransportleistungen sowie Hebammen und Entbindungspfleger.

## Konsequenzen bei Nichtbeachtung
Leistungserbringer, die sich nicht an die Vorgaben der Krankenkassen halten und weiterhin in Papierform abrechnen, müssen mit Kürzungen des Rechnungsbetrags in Höhe von bis zu 5 Prozent rechnen, sofern sie die Nichtteilnahme am Datenträgeraustauschverfahren zu vertreten haben. In einem solchen Fall müssen die Krankenkassen die Daten nacherfassen und können die damit verbundenen Kosten dem Leistungserbringer pauschal in Rechnung stellen. Auch diese Maßnahme sieht der § 302 vor. In den 1990er Jahren hielt die elektronische Abrechnung mit der dritten Stufe der Gesundheitsreform Einzug in das Gesundheitswesen und sollte für mehr Transparenz sorgen. Die Idee dahinter: Die Leistungserbringer stellen durch diese Art der Abrechnung den Krankenkassen umfangreiches Zahlenmaterial zur Verfügung, durch das die Kassen mit dem Gesetzgeber auf sachlicherer Ebene diskutieren und auch den Wettbewerb auf Kassenseite erhöhen können.

## Inkrafttreten
Der § 302 trat für die einzelnen Gruppen der sonstigen Leistungserbringer nicht zur gleichen Zeit in Kraft. Während einige Berufsgruppen bereits elektronisch mit einigen Krankenkassen abrechnen müssen, haben andere Leistungserbringer noch eine Schonzeit, bis das Verfahren zur Pflicht wird. Der Grund dafür liegt in der recht aufwendigen Entwicklung und Umsetzung eines solchen Abrechnungsverfahrens mit einer Vielzahl von „Sonstigen Leistungserbringern“, das für die Krankenkassen mit umfangreichen technischen und organisatorischen Aufgaben verbunden ist. Die Kassen führen daher eine Erprobungsphase durch, während der die Abrechnungsdaten auf maschinellen Datenträgern (Diskette etc.) oder via Internet an die Krankenkassen übermittelt werden können. Parallel zu den maschinellen Daten werden die Abrechnungen auf Papier nach dem bisherigen Abrechnungsverfahren an die zuständigen Krankenkassen gesandt. Eine Leistungskürzung findet in dieser Phase noch nicht statt. Wann genau die Krankenkassen diese Erprobungsphase beenden,  teilen sie den sonstigen Leistungserbringern im Einzelfall mit. In Einzelfällen kann die parallele Übermittlung von Papierabrechnungen neben maschinellen Datenträgern entfallen, sofern sich Leistungserbringer und Krankenkasse darauf verständigen. Bundesweit wird dieses Verfahren von allen gesetzlichen Krankenkassen angewendet.

## Erfassbare Daten
Bei der elektronischen Abrechnung nach § 302 müssen eine ganze Reihe von Daten erfasst werden. Diese können den Urbelegen, wie etwa Verordnungen oder  Dialysescheinen, entnommen werden. So setzt sich eine Abrechnung im neuen Abrechnungsverfahren aus den jeweiligen Abrechnungsdaten je Abrechnungsfall, der Gesamtaufstellung der Abrechnung (Rechnung), den Verordnungsblättern, Berechtigungs- bzw. Reparaturscheinen sowie gegebenenfalls aus den Leistungszusagen der Krankenkassen zusammen. Auch DTA-Positionsnummern, Arztnummern, Genehmigungsdatum und Genehmigungsnummern sowie der Gruppenschlüssel der Leistungserbringer  gehören künftig in die Abrechnung. Ab dem 1. Februar 2008 muss auch zwingend eine Betriebsstättennummer angegeben werden. Dabei  handelt es sich um eine Arztangabe, die zusätzlich zur Arztnummer geführt wird und die Praxis identifiziert. Wichtigste Voraussetzung für die Teilnahme am elektronischen Abrechnungsverfahren ist zudem, dass sonstige Leistungserbringer über ein Institutionskennzeichen (IK) verfügen. Nur bei Angabe des Institutionskennzeichens in der Abrechnung können sie als Leistungserbringer identifiziert werden.

## Abrechnungsvarianten
Leistungserbringer, die elektronisch abrechnen müssen, haben gleich mehrere Möglichkeiten, ihre Abrechnung an die Kassen zu übermitteln. So ist die Abrechnung über ein Rechenzentrum möglich, das sich speziell auf dieses Verfahren spezialisiert hat. In diesem Fall senden Leistungserbringer die Papier-Abrechnung an das Abrechnungszentrum, das den Rest erledigt. Ein solches Vorgehen ist mit Kosten verbunden, die aber weit unter den angedrohten Leistungskürzungen der Krankenkasse bleiben. Mittlerweile ist aber auch die Selbstabrechnung über das Internet möglich. Dabei werden die Daten von den Leistungserbringern selbst in eine Bildschirmmaske eingegeben und dann per Internet an die Kasse gesandt. Auch dieses Verfahren ist mit Kosten verbunden, aber durch die Selbsteingabe deutlich günstiger als ein Abrechnungszentrum. Eine Selbstabrechnung ist auch mit einer Software möglich. Diese wird von einigen Herstellern angeboten. Die Kosten für Software, Updates und Nutzung variieren von Anbieter zu Anbieter.